# Wilbert Hernández Sierra
Wilbert José Hernández Sierra (Maicao, siglo XX) es un abogado y político colombiano, que se desempeñó como Gobernador de La Guajira.

## Biografía
Nació en Maicao, hijo de líder política wayú Francisca Sierra, que fue diputada a la Asamblea Departamental de La Guajira. Estudió Derecho en la Universidad Jorge Tadeo Lozano en Bogotá, con énfasis en Derechos Humanos, Derecho Económico, Derecho Constitucional y Formación Humanística; así mismo, posee una especialización en Derecho Administrativo de la Universidad del Rosario.
Se desempeñó como Jefe de control interno de la gobernación de La Guajira y abogado de la Procuraduría en Valledupar. Después de la llegada al poder del presidente Iván Duque Márquez, fue designado como Director del Ministerio de Trabajo en La Guajira, por parte de la ministra Alicia Arango.
Tras la destitución del Gobernador Wilmer González Brito por presuntas irregularidades en noviembre de 2018, la coalición gobernante, conformada por el Partido de la U y el Partido Conservador, conformó una terna para que el presidente Duque designara al sucesor de González en la Gobernación. De esta tomaron parte Hernández Sierra, Yedis Liceth Lindo Pinto y Enrique Segundo Freyle Melo.
El 28 de mayo de 2019, Hernández fue elegido como Gobernador Encargado de La Guajira, con miras a culminar el mandato de González, que se extendía hasta el 31 de diciembre de 2019. Sin embargo, el 28 de julio del mismo año fue destituido por serias irregularidades en un contrato de bilingüismo por  $11.415.893.720 de pesos. Entre otras, en el contrato figuraban como beneficiaros 38 municipios de La Guajira, cuando este departamento solo tiene 15.
Aunque trató de regresar al cargo en septiembre, un juzgado de Bogotá rechazó su recurso. Le sucedió interinamente Jhon Fuentes Medina en la Gobernación, quien concluyó su mandato.